# 8730 Ійдесан
8730 Ійдесан (8730 Iidesan) — астероїд головного поясу, відкритий 10 листопада 1996 року.
Тіссеранів параметр щодо Юпітера — 3,514.